# Sjenjak (Osijek)
Sjenjak je kvart u Osijeku, nalazi se u gradskoj četvrti Novi grad.

## Stanovništvo
Gradska četvrt Novi grad ima 12.000 stanovnika po popisu stanovništva 2021. godine, Od tih 12.000 na Sjenjaku stanuje otprilike 10.000

## Povijest
Prvi planovi su nastali 1965. godine kada se naselje trebalo zvati Vijenac VI. slavonskog udarnog korpusa. Gradnja Sjenjaka je počela 1970. godine, prva zgrada (Sjenjak 4) je izgrađena 1971.